# ريك سانتورم
ريتشارد جون «ريك» سانتورم (بالإنجليزية: Richard John "Rick" Santorum)‏؛ (10 مايو 1958 -) هو سياسي أمريكي يتبع الحزب الجمهوري.وهو أيضا مرشح للرئاسة عن الحزب الجمهوري 2012.

## الترشح للانتخابات الرئاسية التمهيدية للحزب الجمهوري في 2012
ترشح للاتنخابات الرئاسية التمهيدية للحزب الجمهوري 2012. وفي الانتخابات التمهيدية في أيوا خسر سانتورم بفارق ضئيل جدا أمام المتصدر ميت رومني الذي فاقه بثمانية أصوات فقط. وفاز ريك سانتورم في انتخابات مؤتمر الحزب الجمهوري في كولورادو وميزوري ومينيسوتا. وساعده فوزه في الولايات الثلاث في جمع ربع مليون دولار.

## آراؤه في السياسة الخارجية
قال ريك سانتورم بأنه سيضرب إيران إذا اُنتخب رئيسا للولايات المتحدة. كذلك فقد أثنى على عمليات اغتيال العلماء النووين الإيرانيين والتي يُشتبه الموساد في القيام بها.

## الحياة الشخصية
متزوج من كارن غارفر سانتورم وله ثمانية أولاد.

## وصلات خارجية
- ريك سانتورم على موقع IMDb (الإنجليزية)
- ريك سانتورم على موقع الموسوعة البريطانية (الإنجليزية)
- ريك سانتورم على موقع روتن توميتوز (الإنجليزية)
- ريك سانتورم على موقع ألو سيني (الفرنسية)
- ريك سانتورم على موقع أول موفي (الإنجليزية)
- ريك سانتورم على موقع إن إن دي بي (الإنجليزية)
- ريك سانتورم على موقع قاعدة بيانات الفيلم (الإنجليزية)
- ريك سانتورم على موقع كينوبويسك (الروسية)
- الموقع الرسمي